# Carum jahandiezii
Carum jahandiezii är en flockblommig växtart som beskrevs av René Verriet de Litardière och René Charles Maire. Carum jahandiezii ingår i släktet kumminsläktet, och familjen flockblommiga växter. Inga underarter finns listade i Catalogue of Life.